# Jacques Louis Barbier
Pour les articles homonymes, voir Barbier.
Jacques Louis Barbier, né le 1er janvier 1752 à Cagliari (Sardaigne), mort le 18 mai 1824 à Neyron (Ain), est un militaire français de la Révolution et de l’Empire.

## États de service
Il entre en service le 17 février 1768, comme canonnier au régiment de Toul, et il obtient son congé le 30 août 1771.
Il reprend du service le 11 août 1791, avec le grade de capitaine au 1er bataillon de volontaires de Rhône-et-Loire, et il fait les campagnes de 1792 et 1793, à l’armée du Rhin. Il se trouve aux prises de Spire en septembre 1792, de Worms le 5 octobre 1792, et de Mayence le 21 octobre suivant. Il est nommé chef de bataillon le 3 avril 1793, et il est blessé à la tête le 12 du même mois, pendant la défense de Mayence, alors qu’il commande les îles Saint-Pierre et Saint-Jean. Il est de nouveau blessé d’un coup de feu à la jambe gauche dans la nuit du 10 au 11 juin 1793.
Passé à l’armée de l’Ouest, il commande les grenadiers d’avant-garde du général Aubert-Dubayet, pendant les campagnes de l’an II et de l’an III. Incorporé dans la 54e demi-brigade de ligne devenue 89e demi-brigade de ligne en janvier 1796, il se trouve avec elle au passage du Rhin le 23 juin 1796. Le 18 septembre 1796, à la porte de Kehl, à la tête de 17 hommes seulement , il repousse l’attaque des Autrichiens, et est blessé à la jambe droite, au côté, et au bras droit. 
En l’an VI, il est envoyé à l’armée d’Angleterre, avant de retourner à l’armée du Rhin, où il se trouve de nouveau au passage du Rhin en avril-mai 1800. Il sert ensuite à l’armée du Danube, et se distingue dans le Valais à la prise de la position de Lax. Alors que les troupes françaises sont repoussées, il rétablit le combat à la tête de 80 hommes, fait 150 prisonniers, et poursuit l’ennemi pendant plusieurs lieues. A l’attaque du pont de Naters, il reçoit un coup de feu à l’épaule droite, et il est promu chef de brigade le 26 septembre 1800. Avec 900 hommes de la 89e, il bat environ 3 000 Autrichiens à Fontainemore, bloque ensuite le fort de Bard, et pendant la retraite de nos troupe dans la vallée de Suse, il contient l’ennemi.
Le 31 mai 1801, il est nommé commandant d’armes à Coblentz, puis il occupe les mêmes fonctions à Ypres le 15 août 1801, et à Saint-Omer le 5 octobre 1803. Il est fait chevalier de la Légion d’honneur le 25 mars 1804, et il reste en fonction à Saint-Omer jusqu’en 1814.
Confirmé dans son poste par le roi Louis XVIII lors de la première restauration, il est nommé au commandement du département du Jura, par Napoléon à son retour de l’île d'Elbe en 1815.
Il est admis à la retraite le 1er août 1815, et il meurt le 18 mai 1824 à Neyron.

## Sources
- A. Lievyns, Jean Maurice Verdot, Pierre Bégat, Fastes de la Légion-d'honneur, biographie de tous les décorés accompagnée de l'histoire législative et réglementaire de l'ordre, Tome 4, Bureau de l’administration, 1844, 640 p. (lire en ligne), p. 285.
- « Cote LH/109/40 », base Léonore, ministère français de la Culture
- Léon Hennet, Etat militaire de France pour l’année 1793, Siège de la société, Paris, 1903, p. 218.
- Commandant G. Dumont, Bataillons de volontaires nationaux, (cadres et historiques), Paris, Lavauzelle, 1914, p. 290.
- Danielle Quintin et Bernard Quintin, Dictionnaires des colonels de Napoléon, S.P.M., 2013, 978 p. (ISBN 978-2-296-53887-0, lire en ligne), p. 68